# 丹尼爾·達罕
丹尼爾·達罕（法語：Daniel Dahan，1969年5月26日—），出生於法國奧弗涅-隆-阿爾卑斯大區上薩瓦省的阿讷西，是猶太教的首席拉比。

## 生平
他取得中學畢業的學位之後，進入法國猶太神學院接受猶太教完整的拉比訓練，後來再進入高等研究應用學院進修，於1994年完成研究學位。
畢業後他在南錫和洛林兩地，先是擔任首席拉比的助理，後來由他擔任這兩處的拉比近20年，後來也被封任為首席拉比。
2014年起到2020年，他在普罗旺斯地区艾克斯擔任首席拉比，2020年5月17日，他被封任為奧弗涅-隆-阿爾卑斯大區的首席拉比。

## 受獎
- 2018年由首席拉比海姆·科西亞的推薦，取得 法國榮譽軍團勳章